# Omnia vincit amor
Omnia vincit Amor ou amor vincit omnia, é uma frase em latim que faz referência ao versículo 69 da Écloga X: "omnia vincit Amor; et nos cedamus Amori" (o amor tudo vence, cedamos nós ao amor), das Bucólicas, série de poesias pastoris de Virgílio.
Uma citação dessa frase é encontrada no Prólogo Geral aos Contos da Cantuária, de Geoffrey Chaucer, no Conto da Prioresa, em que a madre prioresa carrega um pingente de ouro no qual essa frase está gravada.
Amor Vincit Omnia foi usado como título de uma pintura de Caravaggio.